# Krste Juras
Krste Juras (Šibenik, 21. srpnja 1945.), hrvatski brodograđevni stručnjak, pjesnik i tekstopisac.

## Životopis
Krste Juras rođen je 21. srpnja 1945. u šibenskom Varošu, mjestu rođenja i odrastanja brojnih izuzetnih talenata: Arsena Dedića, Miše Kovača, Vice Vukova. 
Osnovnu školu i gimnaziju završio je s odličnim uspjehom, kao jedan od najboljih šibenskih gimnazijalaca. Zanimljivo je da mu je prvi profesor hrvatskog jezika bio Ivo Brešan.
Godine 1964. Juras upisuje studij brodogradnje na Fakultetu strojarstva i brodogradnje (FSB) u Zagrebu. Za vrijeme studija radio kao recepcioner u hotelu, noćni čuvar, kabaretski pjevač, pomoćni scenski radnik na TVZ, pobjednik na jednom od prvih TV kvizova (Zlatni pogodak, 1968, osvojio Ford Taunus coupe!) itd, da bi diplomirao na FSB 1972. s temom iz Organizacije brodogradilišta.
Po stjecanju diplome, zapošljava se u Odjelu plana Brodosplita, da bi u srpnju 1972. otišao na odsluženje vojnog roka na Korčulu. Zanimljivo je da je kao vojnik 1973. nastupio na kvizu TVZ Tri, dva, jedan ali vrijedan, u kojem je pobjedio u dvije emisije (kasnije se u toj seriji kao sedamnaestogodišnjak proslavio Mirko Miočić).
U razdoblju 1973-74 radi u Službi inženjeringa Brodosplita, da bi se u travnju 1974. zaposlio u prestižnom Brodarskom institutu u Zagrebu (koji je presudno utjecao na njegovu profesionalnu karijeru), a iste se godine ženi s Jasminkom Juras, s kojom ima dvoje djece, Ivana i Marinu.    

## Profesionalna karijera
Nakon kraćeg razdoblja rada u Brodosplitu, Krste Juras u prvom razdoblju svoje profesionalne karijere u Brodarskom institutu (1974-89) participira u razvoju niza projekata površinskih brodova RM bivše države, od kojih je dio tvorio temelj HRM.
Godine 1989. Krste Juras doktorira na FSB s temom iz brodske akustike (Buka na manjim brodovima).
Iste se godine zapošljava u Zavodu za ispitivanje kvalitete robe (ZIK) u Zagrebu, gdje je do 1992. voditelj Akustičkog inženjeringa.
Početkom 1993. Juras se vraća u Brodarski institut, gdje je imenovan direktorom Sektora specijalne brodogradnje, ključnim za za razvoj HRM u jeku Domovinskog rata. 
U tom svojstvu rukovodi projektom i gradnjom RTOP Kralj Dmitar Zvonimir te rekonstrukcijom i modernizacijom podmornice Velebit.
Međutim, presudan je Jurasov doprinos realizaciji projekta prvog hrvatskog protuminskog broda (MPMB) Korčula, kome je u ključnom razdoblju (1993-98) na čelu inženjeringa, dakle, projektiranja te gradnje i opremanja broda (u brodogradilištu Greben, Vela Luka). Zahvaljujući svojim poslovnim kontaktima uspio je u uvjetima potpunog embarga na uvoz vojne opreme nabaviti vrlo sofisticiranu opremu.  
1999-2000 glavni je urednik znanstvenog časopisa Brodogradnja.
2000-2001 direktor je Remontnog brodogradilišta Šibenik. U tom svojstvu u kolovozu 2000. rukovodi rekonstrukcijom RTOP tipa La Combattante Libijske RM, neposredno nakon što je Vijeće Sigurnosti UN ukinulo sankcije Libiji.
2002. u svojstvu samostalnog projektanta plovila posebne namjene osniva tvrtku Nova Projekt.
2004. pobjeđuje etabliranu svjetsku  konkurenciju na međunarodnom natječaju za projekt brodova Libijske obalne straže, po mnogo čemu unikatnim projektom ozn. PV30-LS (originalno razvijena podvodna forma trupa, izvrsna pomorstvenost, primjena stealth tehnologije itd).
2006-08 po Jurasovim projektnim rješenjima u hrvatskim brodogradilištima je izgrađeno te isporučeno Libijskoj obalnoj straži ukupno šest brodova tipa PV30-LS, čija su kvalitetna  rješenja zamijećena u domaćim i svjetskim specijaliziranim medijima.
Kao znanstvenik, Krste Juras objavio je na desetke znanstvenih i stručnih radova s područja brodske akustike, osnivanja plovila posebne namjene te povijesti brodogradnje i ratovanja na moru na relevantnim domaćim i svjetskim skupovima te u stručnim časopisima.

## Pjesnička djela
Krste Juras je do sada objavio pet pjesničkih zbirki:
-Balada o tekstopiscu (izdavač NIŠRO Varaždin, 1982),  
-Resselov vijak (ilustrirao Hrvoje Šercar, izdavač Spektar Zagreb, 1985),
-Dalmacija u mom oku (s Marijom Braut, izdavač Juraj Šišgorić, Šibenik 1996),
-Samo moru virujen (izdavač Vuković i Runjić, Zagreb 2008),
-Prirodni okoliš (izdavač Naklada Bošković, Split 2022).
Juras je najzastupljeniji autor u antologiji hrvatskog pjesništva o moru, pomorcima i brodovima Moreplovi, a zastupljen je i u antologiji hrvatskog rodoljubnog pjesništva Mila si nam ti jedina.
O Jurasovom pjesničkom doprinosu rekli su: 
Milivoj Slaviček, autor pogovora za zbirku Balada o tekstopiscu, koju preporučuje punim dahom, 
Zdravko Zima, koji, komentirajući zbirku Resselov vijak, konstatira da je između tehničkih znanja i versifikatorskog umijeća, Juras izbrisao znak negacije i postavio znak jednakosti,
Ivo Brešan u pogovoru zbirci Dalmacija u mom oku govori da je Jurasova poezija po svom izričaju jednostavna, jasna i lapidarna, dok Jurasov sugrađanin Arsen Dedić govori o vječnoj estradnoj sjeni kojom je Jurasu suđeno hodati.
U pogovoru zbirke Prirodni okoliš Luko Paljetak drži Jurasa jednim od rijetkih istinskih pjesnika mora u suvremenom hrvatskom pjesništvu, a za Ivicu Ivaniševića Juras je veliki nevidljivi pjesnik.

## Zabavna glazba
Jurasova, uvjetno rečeno, estradna karijera počela je 1968-69 u tada kultnom kabareu Jazavac gdje se tih kasnih šezdesetih istaknuo kao šan(k)sonijer, interpretirajući rane repertoare Arsena Dedića, Sergija Endriga, Gabera, Aznavoura.      
Karijeru tekstopisca započinje 1974. suradnjom sa Zvonkom Špišićem, koji je u Jurasu prepoznao -estradni- pjesnički talent, te je, podučivši ga tajnama zanata, uglazbio njegov prvi tekst Kaži mi, koji je na Zagrebu 74 interpretirala Višnja Korbar. Suradnja sa Špišićem nastavila se tih ranih sedamdesetih (Stol, Zadnji trabakul). Jurasovi pjesnički vrhunci kulminirali su kasnih sedamdesetih suradnjom, ne samo sa Špišićem, već i sa Dušanom Šarcem, Zdenkom Runjićem, Ibricom Jusićem, Nikicom Kalogjerom, Rajkom Dujmićem i inima  (Konoba kod Dva ferala, Šibenska balada, Ljubav je tvoja kao vino, Ljubi san vašu 'ćer, Nedjeljni ručak, Tvoja barka mala, Ja nisam taj itd.). Uspješno je surađivao i osamdesetih (albumi Čovjek bez kafića Ibrice Jusića i Dalmacija u mom oku Miše Kovača, suradnja s Meri Cetinić, Stijenama Marina Limića, klapskim opusom Arsena Dedića, kultnim Dišperadunom Zdenka Runjića itd). 
Kroz nešto manje od pola stoljeća bavljenja glazbom, Krste Juras je po općem sudu jedini -uspješno- pisao za potpuno različite interpretatore i glazbene žanrove. Autor je stihova klapskih uspješnica, evergrinova Miše Kovača i Olivera Dragojevića, šansona Ibrice Jusića i Zvonka Špišića, simfo rocka Dade Topića i prve postave Stijena. Nije se libio potpisati ni šlagerske tekstove Mikija Jevremovića, Ljupke ili Magazina (Dva zrna grožđa) a ni ispovjedne pjesme Meri Cetinić.
Publika i kritika je to prepoznala, nagradivši ga brojnim festivalskim i inim nagradama i priznanjima (Split, Zagreb, Opatija, Omiš, Šibenik).
Jugoton mu je 1989. objavio prvu kompilaciju pod nazivom Dva zrna grožđa, za koju mu je pogovor napisao Drago Britvić, nestor hrvatskog estradnog pjesništva (po Jurasovom mišljenju najveći među nejednakima).
S autorom glazbe Zdenkom Runjićem je u razdoblju 2002-04 surađivao na, do danas neizvedenoj, operi Grgur, za koju je napisao libreto.
2008. u izdanju Vuković & Runjić (omotnica Vasko Lipovac) iz tiska izlazi Jurasova zbirka pjesama Samo moru virujen, u kojoj se, prema autorovom izboru, nalazi pedeset (od nekih 250) stihova uglazbljenih skladbi. Prema općem sudu, većina ih ima poetskih vrijednosti, što nije ostalo nezabilježeno od strane conosseura estradnog pjesništva.
Tako ga autor pogovora Ivica Ivanišević proglašava pjesnikom izgubljenog zavičaja, za Sinišu Kekeza sve je reka u dvi riči, iz duše, potrebe i gušta, a za Nikolu Petkovića riječ je o bezvremenim pjesmama. 
Iste, 2008. Croatia Records je objavio CD pod istim nazivom (Samo moru virujen) sa dvadeset probranih skladbi na Jurasove stihove.
Na natječaju RTL za Hrvatski broj 1, prema sudu glazbenih kritičara i diskografskim podacima, skladba Dalmacija u mom oku, skladatelja Dušana Šarca i autora stihova Krste Jurasa, proglašena je najboljom dalmatinskom pjesmom svih vremena.
Odlukom gradske uprave Šibenika od rujna 2016, skladba Šibenska balada istih autora (D. Šarac -K. Juras) proglašena je svečanom pjesmom (himnom) grada Šibenika.
Iste, 2016. godine Krste Juras je dobio nagradu grada Šibenika za iznimno promicanje Šibenika u svojim pjesmama.
U okviru splitskog festivala zabavne glazbe 2018, priređena je i autorska večer Krste Jurasa pod nazivom Dalmacija u mom oku, koja je u većini medija ocijenjena veličanstvenom.
I konačno, povodom 45 godina prisustva Krste Jurasa na domaćoj estradi Croatia Records mu je u okviru svoje prestižne edicije Gold Collection upravo na autorov jubilarni 75. rođendan  izdao dvostruki CD s 41 skladbom, od Kaži mi Višnje Korbar iz 1974. do zaključno skladbe Krešimirov grade iz 2019. u izvedbi Đanija Stipaničeva i ŠPD Kolo.
Izbor je sastavio Siniša Škarica neumorni kroničar Tvornice glazbe u Dubravi, koji je Jurasa nazvao našim junakom u sjeni.  
Krste Juras za svoj glazbeno pjesnički opus dobio je 2021. i nagradu grada Paga u kojem godinama ljetuje.

## Ostale djelatnosti
Krste Juras je scenarist, voditelj i dijelom redatelj dokumentarne serije HRT Hrvatska korablja, ne temu hrvatske brodograditeljske i pomorske baštine. Serija ja snimana ratnih devedesetih, da bi 1996. bila emitirana te od tada višekratno reprizirana. 
Krste Juras je svoju erudiciju pokazao i jedan od najuspješnijih natjecatelja TV kvizova, u izuzetno dugom razdoblju 1968-2004.   